# Mount Bowen
Mount Bowen ist ein 1874 m hoher Berg aus gebändertem Sandstein und mit einem scharfgratigen, schwarzen Gipfel im ostantarktischen Viktorialand. Er ragt in den Prince Albert Mountains an der Nordflanke des Davis-Gletschers und 10 km südwestlich des Mount Howard auf.
Entdeckt wurde er von Teilnehmern der britischen Discovery-Expedition (1901–1904). Deren Leiter, der britische Polarforscher Robert Falcon Scott, benannte ihn nach dem neuseeländischen Politiker Charles Christopher Bowen (1830–1917), einem Unterstützer der Forschungsreise.